# Lijst van Duitse U-Boten (1935–1945)/U 251–U 500
Deze lijst behandelt uitsluitend Duitse U-boten U 251 tot en met U 500 uit de Tweede Wereldoorlog van 1935 tot en met 1945. Zie ook: Lijst van Duitse U-Boten (1906–1919)

## Legenda
- † = Door vijandelijkheden vernietigd
- ? = Vermist
- § = Door vijand opgebracht of veroverd
- × = Ongeval of zelf tot zinken gebracht
- A = Uit de vaart genomen (gesloopt of voor ander gebruik)

## U 251–U 300
| Boot  | Klasse       | In de vaart genomen | Uit de vaart genomen | Opmerking |
| ----- | ------------ | ------------------- | -------------------- | --- |
| U 251 | VII C        | 20 september 1941   | † 19 april 1945      | Door Britse en Noorse vliegtuigen in het Kattegat tot zinken gebracht (39 doden)                                                                                          |
| U 252 | VII C        | 4 oktober 1941      | † 14 april 1942      | Door Sloop-of-War HMS Stork en korvet HMS Vetch zuidwestelijk van Ierland tot zinken gebracht, total loss                                                                 |
| U 253 | VII C        | 21 oktober 1941     | † 25 september 1942  | Door zeemijn noordwestelijk van IJsland tot zinken gebracht, total loss                                                                                                   |
| U 254 | VII C        | 8 november 1941     | × 8 december 1942    | Gezonken na aanvaring met U 221, (41 doden) |
| U 255 | VII C        | 29 november 1941    | × 8 mei 1945         | Tijdens Operatie Deadlight door de geallieerden op 13 december 1945 tot zinken gebracht                                                                                   |
| U 256 | VII C U-FLAK | 18 december 1941    | A 18 oktober 1944    | Op 23 oktober 1944 gedemonteerd in Bergen |
| U 257 | VII C        | 14 januari 1942     | † 24 februari 1944   | Op de Noord-Atlantische Oceaan door HMCS Waskesui en HMS Nene tot zinken gebracht (30 doden)                                                                              |
| U 258 | VII C        | 4 februari 1942     | † 20 mei 1944        | Op de Noord-Atlantische Oceaan door vliegtuig tot zinken gebracht, total loss                                                                                             |
| U 259 | VII C        | 18 februari 1942    | † 15 november 1942   | Noordelijk van Algiers tot zinken gebracht, commandant en bemanning gedood                                                                                                |
| U 260 | VII C        | 14 maart 1942       | † 14 maart 1945      | Door zeemijn op 12 maart 1945 zo zwaar beschadigd, dat de boot op 14 maart opgegeven moest worden                                                                         |
| U 261 | VII C        | 28 maart 1942       | † 15 september 1942  | Door vliegtuig tot zinken gebracht, total loss |
| U 262 | VII C        | 15 april 1942       | × 2 april 1945       | Op de december 1944 in Gotenhafen door bombardement beschadigd. In Kiel op 2 april 1945 uit de vaart genomen, 1947 gesloopt                                               |
| U 263 | VII C        | 6 mei 1942          | † 20 januari 1944    | In de Golf van Biskaje op door vliegtuig gelegde zeemijn gelopen, total loss                                                                                              |
| U 264 | VII C        | 22 mei 1942         | † 19 februari 1944   | Op de Noord-Atlantische Oceaan door HMS Woodpecker en HMS Starling tot zinken gebracht (geen doden)                                                                       |
| U 265 | VII C        | 6 juni 1942         | † 3 februari 1944    | Door vliegtuig zuidelijk van IJsland tot zinken gebracht, total loss |
| U 266 | VII C        | 24 juni 1942        | † 15 mei 1943        | Op de Noord-Atlantische Oceaan door vliegtuig tot zinken gebracht, total loss                                                                                             |
| U 267 | VII C        | 11 juli 1942        | × 4 mei 1945         | Zelf tot zinken gebracht |
| U 268 | VII C        | 29 juli 1942        | † 19 februari 1943   | In de Golf van Biskaje door vliegtuig tot zinken gebracht, total loss |
| U 269 | VII C        | 19 augustus 1942    | † 25 juni 1944       | Door dieptebommen van het fregat HMS Bickerton tot zinken gebracht, (13 doden). Het wrak werd in 1951 gevonden toen men zocht naar de gezonken Britse duikboot HMS Affray |
| U 270 | VII C        | 5 september 1942    | † 13 augustus 1944   | Op de Golf van Biskaje door vliegtuig tot zinken gebracht (10 doden) |
| U 271 | VII C        | 23 september 1942   | † 28 januari 1944    | Door vliegtuig tot zinken gebracht, total loss |
| U 272 | VII C        | 7 oktober 1942      | × 12 november 1942   | Na aanvaring met U 634 in de buurt van Hel gezonken (29 doden) |
| U 273 | VII C        | 21 oktober 1942     | † 19 mei 1943        | Zuidwestelijk van IJsland door vliegtuig tot zinken gebracht, total loss                                                                                                  |
| U 274 | VII C        | 7 november 1942     | † 23 oktober 1943    | Zuidwestelijk van IJsland door dieptebommen van HMS Duncan, HMS Vidette en vliegtuig tot zinken gebracht, total loss                                                      |
| U 275 | VII C        | 25 november 1942    | † 10 maart 1945      | In het Engelse Kanaal op een zeemijn gelopen, total loss |
| U 276 | VII C        | 9 december 1942     | A 29 september 1944  | In Neustadt in Holstein zwaar beschadigd en als drijvende elektriciteitscentrale gebruikt, in 1945 gesloopt.                                                              |
| U 277 | VII C        | 21 december1942     | † 1 mei 1944         | Bij Bereneiland door dieptebommen van vliegtuig van de HMS Fencer tot zinken gebracht, total loss                                                                         |
| U 278 | VII C        | 16 januari 1943     | A 8 mei 1945         | Tijdens Operatie Deadlight op 31 december 1945 tot zinken gebracht |
| U 279 | VII C        | 3 februari 1943     | † 4 oktober 1943     | Zuidwestelijk van IJsland door dieptebommen van vliegtuig tot zinken gebracht, total loss                                                                                 |
| U 280 | VII C        | 13 februari 1943    | † 16 november 1943   | Zuidwestelijk van IJsland door dieptebommen van vliegtuig tot zinken gebracht, total loss                                                                                 |
| U 281 | VII C        | 27 februari 1943    | A 8 mei 1945         | In Kristiansand-zuid buitgemaakt en op 30 november 1945 in Operatie Deadlight tot zinken gebracht.                                                                        |
| U 282 | VII C        | 13 maart 1943       | † 29 oktober 1943    | Zuidoostelijk van Groenland door dieptebommen van HMS Vidette, HMS Duncan en HMS Sunflower tot zinken gebracht, total loss                                                |
| U 283 | VII C        | 31 maart 1943       | † 11 februari 1944   | Zuidwestelijk van de Faeröer door dieptebommen van een Canadees vliegtuig tot zinken gebracht, total loss                                                                 |
| U 284 | VII C        | 14 april 1943       | × 21 december 1943   | Door zware zeegang gezonken, bemanning door U 629 gered. |
| U 285 | VII C        | 15 mei 1943         | † 15 april 1945      | Zuidwestelijk van IJsland door dieptebommen van HMS Grindal en HMS Keats tot zinken gebracht, total loss                                                                  |
| U 286 | VII C        | 5 juni 1943         | † 29 april 1945      | In de Barentszzee noordelijk Moermansk door dieptebommen van HMS Loch Insh, HMS Anguilla en HMS Cotton tot zinken gebracht, total loss                                    |
| U 287 | VII C        | 22 september 1943   | † 16 mei 1945        | In Elbe op een zeemijn gelopen – misschien met opzet – (geen doden) |
| U 288 | VII C        | 26 juni 1943        | † 3 april 1944       | In de Barentszzee door dieptebommen van vliegtuigen van de HMS Activity en HMS Tracker tot zinken gebracht, total loss                                                    |
| U 289 | VII C        | 10 juli 1943        | † 31 mei 1944        | In de Barentszzee door dieptebommen van HMS Milne tot zinken gebracht, total loss                                                                                         |
| U 290 | VII C        | 24 juli 1943        | × 4 mei 1945         | In de Kupfermühlenbucht zelf tot zinken gebracht |
| U 291 | VII C        | 4 augustus 1943     | A 8 mei 1945         | In Wilhelmshaven buitgemaakt en op 20 december 1945 in Operatie Deadlight tot zinken gebracht                                                                             |
| U 292 | VII C41      | 25 augustus 1943    | † 27 mei 1944        | Westelijk van Trondheim door dieptebommen van vliegtuig tot zinken gebracht, total loss                                                                                   |
| U 293 | VII C41      | 8 september 1943    | A 8 mei 1945         | Op 13 december 1945 in Operatie Deadlight tot zinken gebracht |
| U 294 | VII C41      | 4 oktober 1943      | A 8 mei 1945         | In Narvik buitgemaakt en op 31 december 1945 in Operatie Deadlight tot zinken gebracht                                                                                    |
| U 295 | VII C41      | 20 oktober 1943     | A 8 mei 1945         | In Narvik buitgemaakt en op 17 december 1945 in Operatie Deadlight tot zinken gebracht                                                                                    |
| U 296 | VII C41      | 3 november 1943     | ? 12 maart 1945      | In het Engelse Kanaal vermist, vermoedelijk op een zeemijn gelopen |
| U 297 | VII C41      | 17 november 1943    | † 6 december 1944    | Westelijk van Yesnaby (Orkneyeilanden) met dieptebommen van vliegtuig tot zinken gebracht, total loss. Het wrak werd in mei 2000 in 73 meter waterdiepte ontdekt.         |
| U 298 | VII C41      | 1 december 1943     | A 8 mei 1945         | In Bergen buitgemaakt en op 29 november 1945 in Operatie Deadlight tot zinken gebracht.                                                                                   |
| U 299 | VII C41      | 15 december 1943    | A 8 mei 1945         | In Bergen buitgemaakt en op 4 december 1945 in Operatie Deadlight tot zinken gebracht.                                                                                    |
| U 300 | VII C41      | 29 december 1943    | † 22 februari 1945   | Westelijk van Cádiz in het Noord-Atlantische Oceaan door dieptebommen van HMS Recruit en HMS Pincher tot zinken gebracht (9 doden)                                        |

## U 301–U 350
| Boot  | Klasse  | In de vaart genomen | Uit de vaart genomen        | Opmerking |
| ----- | ------- | ------------------- | --------------------------- | --- |
| U 301 | VII C   | 9 mei 1942          | † 21 januari 1943           | Door Britse duikboot HMS Sahib in de Middellandse Zee tot zinken gebracht, total loss |
| U 302 | VII C   | 16 juni 1942        | †6 april 1944               | Westelijk van de Azoren door dieptebommen van HMS Swale tot zinken gebracht, total loss |
| U 303 | VII C   | 7 juli 1942         | † 21 mei 1943               | Door Britse duikboot HMS Sickle in het Middellandse Zee tot zinken gebracht, total loss |
| U 304 | VII C   | 5 augustus 1942     | † 28 mei 1943               | Zuidoostelijk van Kaap Farvel (Groenland) door dieptebommen van vliegtuig tot zinken gebracht, total loss |
| U 305 | VII C   | 17 september 1942   | † 17 januari 1944           | Op de Noord-Atlantische Oceaan door dieptebommen van HMS Wanderer en HMS Glenarm tot zinken gebracht, total loss |
| U 306 | VII C   | 21 oktober 1942     | † 31 oktober 1943           | Westelijk van de Azoren door dieptebommen van HMS Whitehall en HMS Geranium tot zinken gebracht, total loss |
| U 307 | VII C   | 18 november 1942    | † 29 april 1945             | In de Barentszzee bij Moermansk door dieptebommen van HMS Loch Insh tot zinken gebracht (37 doden) |
| U 308 | VII C   | 23 december 1942    | † 4 juni 1943               | Noordoostelijk van de Faeröer door torpedo van Britse duikboot HMS Truculent tot zinken gebracht, total loss |
| U 309 | VII C   | 27 januari 1943     | † 16 februari 1945          | In de Noordzee oostelijk Moray Firth door dieptebommen van HMSC St. John tot zinken gebracht, total loss |
| U 310 | VII C   | 24 februari 1943    | § 8 mei 1945                | In Trondheim buitgemaakt en in maart 1947 gesloopt |
| U 311 | VII C   | 23 maart 1943       | † 22 april 1944             | Zuidwestelijk van Ierland door dieptebommen van HMCS Matane en HMCS Swansea tot zinken gebracht, total loss |
| U 312 | VII C   | 21 april 1943       | § 8 mei 1945                | In Narvik buitgemaakt en op 29 november 1945 in Operatie Deadlight tot zinken gebracht |
| U 313 | VII C   | 20 mei 1943         | § 8 mei 1945                | In Narvik buitgemaakt en op 27 december 1945 in Operatie Deadlight tot zinken gebracht |
| U 314 | VII C   | 9 juni 1942         | † 30 januari 1944           | Zuidoostelijk de Bereneiland door dieptebommen van HMS Whitehall en HMS Meteor tot zinken gebracht, total loss |
| U 315 | VII C   | 7 juli 1942         | A 1 mei 1945                | Op 1 mei 1945 in Trondheim zwaar beschadigd, 1947 gesloopt |
| U 316 | VII C   | 5 augustus 1942     | × 2 mei 1945                | In de buurt van Travemünde zelf tot zinken gebracht |
| U 317 | VII C41 | 23 oktober 1943     | † 26 juni 1944              | Noordoostelijk van de Shetlandeilanden door dieptebommen van een vliegtuig tot zinken gebracht, total loss |
| U 318 | VII C41 | 13 november 1943    | § 8 mei 1945                | In Narvik buitgemaakt en op 21 december 1945 in Operatie Deadlight tot zinken gebracht |
| U 319 | VII C41 | 4 december 1943     | † 15 juli 1944              | Op de Noordzee zuidoostelijk van Lindesnes door dieptebommen van een vliegtuig tot zinken gebracht, total loss |
| U 320 | VII C41 | 30 december 1943    | (†)8 mei 1945 × 10 mei 1945 | Westelijk van Bergen door dieptebommen van vliegtuig op 8 mei zwaar beschadigd. Pas na 2 dagen was het mogelijk op te duiken. Na evacuatie zelf tot zinken gebracht |
| U 321 | VII C41 | 20 januari 1944     | † 2 april 1945              | Zuidwestelijk van Ierland door dieptebommen van een Pools vliegtuig tot zinken gebracht, total loss |
| U 322 | VII C41 | 5 februari 1944     | † 25 november 1944          | Op 24 november 1944 door vliegtuig beschadigd, de volgende dag door HMS Ascension tot zinken gebracht, total loss |
| U 323 | VII C41 | 2 maart 1944        | × 3 mei 1945                | In Nordenham zelf tot zinken gebracht |
| U 324 | VII C41 | 5 april 1944        | § 8 mei 1945                | In Bergen buitgemaakt, 1947 gesloopt |
| U 325 | VII C41 | 6 mei 1944          | ? 7 april 1945              | Zuidwestelijk van de Britse Eilanden in de Noord-Atlantische Oceaan vermist |
| U 326 | VII C41 | 6 juni 1944         | † 25 april 1945             | Op de Golf van Biskaje westelijk van Brest door torpedo van een Amerikaans vliegtuig tot zinken gebracht, total loss |
| U 327 | VII C41 | 18 juli 1944        | † 27 februari 1945          | In de westelijke Engelse Kanaal door HMS Labuan, HMS Loch Fada en HMS Wild Goose tot zinken gebracht, total loss |
| U 328 | VII C41 | 19 september 1944   | § 8 mei 1945                | In Bergen buitgemaakt en op 30 november 1945 in Operatie Deadlight tot zinken gebracht |
| U 329 | VII C41 |                     |                             | Op 16 juli 1942 besteld, kiel gelegd op 15 juli 1943. Bouw op 30 september 1943 gestopt en op 22 juli 1944 gesloopt. De onvoltooide U-Boot werd later gesloopt |
| U 330 | VII C41 |                     |                             | Op 16 juli 1942 besteld, kiel gelegd op 3 augustus 1943. Bouw op 30 september 1943 gestopt en op 22 juli 1944 gesloopt. De onvoltooide U-Boot werd later gesloopt' |
| U 331 | VII C   | 31 maart 1941       | † 17 november 1942          | Noordwestelijk van Algiers tot zinken gebracht door vliegtuigen van het Britse vliegdekschip HMS Formidable, (32 doden) |
| U 332 | VII C   | 7 juni 1941         | † 29 april 1943             | In de Golf van Biskaje door dieptebommen van een vliegtuig tot zinken gebracht, total loss |
| U 333 | VII C   | 25 augustus 1941    | † 31 juli 1944              | Westelijk van de Scilly-eilanden door dieptebommen van HMS Starling en HMS Loch Killin tot zinken gebracht, total loss |
| U 334 | VII C   | 9 oktober 1941      | † 14 juni 1943              | Zuidwestelijk van IJsland door dieptebommen van HMS Jed en HMS Pelican tot zinken gebracht, total loss |
| U 335 | VII C   | 17 december 1941    | † 3 augustus 1942           | Noordoostelijk van de Faeröer door torpedo van Britse duikboot HMS Saracen tot zinken gebracht, (43 doden) |
| U 336 | VII C   | 14 februari 1942    | † 5 oktober 1943            | Zuidwestelijk van IJsland van vliegtuig tot zinken gebracht, total loss |
| U 337 | VII C   | 6 mei 1942          | ? 15 januari 1943           | Sinds 3 januari 1943 in de Noord-Atlantische Oceaan vermist |
| U 338 | VII C   | 4 april 1942        | ? 21 september 1943         | Sinds 20 september 1943 in de Noord-Atlantische Oceaan vermist |
| U 339 | VII C   | 25 augustus 1942    | × 3 mei 1945                | In Wilhelmshaven zelf tot zinken gebracht |
| U 340 | VII C   | 16 oktober 1942     | † 2 november 1943           | 3 aanvalsreizen, geen succes. In de buurt van Tanger bij 35° 33′ 0″ NB, 6° 37′ 0″ WL door dieptebommen van de Britse Sloop-of-War HMS Fleetwood, de Britse torpedobootjager HMS Active, HMS Witherington en van een Vickers Wellington-bommenwerper tot zinken gebracht (1 dode; 48 overlevenden) |
| U 341 | VII C   | 28 november 1942    | † 19 september 1943         | Zuidwestelijk van IJsland door dieptebommen van een Canadees vliegtuig tot zinken gebracht, total loss |
| U 342 | VII C   | 12 januari 1943     | † 17 april 1944             | Zuidwestelijk van IJsland door dieptebommen van een Canadees vliegtuig tot zinken gebracht, total loss |
| U 343 | VII C   | 18 februari 1943    | † 10 maart 1944             | Zuidelijk van Sardinië door dieptebommen van HMS Mull tot zinken gebracht, total loss |
| U 344 | VII C   | 26 maart 1943       | † 22 augustus 1944          | Noordwestelijk de Bereneiland door dieptebommen van een vliegtuig van de HMS Vindex tot zinken gebracht, total loss |
| U 345 | VII C   | 4 mei 1943          | † 13 december 1943          | In Kiel door luchtaanval zwaar beschadigd, 23 december 1943 uit de vaart genomen. Op 27 december 1945 tijdens de overtocht naar Groot-Brittannië bij Warnemünde op een zeemijn gelopen en gezonken                                                                                                |
| U 346 | VII C   | 7 juni 1943         | × 20 september 1943         | In de Oostzee in de buurt van Hel bij duikongeval gezonken (37 doden) |
| U 347 | VII C   | 7 juli 1943         | † 17 juli 1944              | Westelijk van Narvik door dieptebommen van een vliegtuig tot zinken gebracht, total loss |
| U 348 | VII C   | 10 augustus 1943    | † 30 maart 1945             | Bij luchtaanval op Hamburg in werf gezonken, gelicht en gesloopt (3 doden) |
| U 349 | VII C   | 8 september 1943    | × 5 mei 1945                | In de Geltinger Bucht zelf tot zinken gebracht |
| U 350 | VII C   | 7 oktober 1943      | † 30 maart 1945             | Bij luchtaanval op Hamburg in werf gezonken |

## U 351–U 400
| Boot  | Klasse | In de vaart genomen | Uit de vaart genomen | Opmerking |
| ----- | ------ | ------------------- | -------------------- | --- |
| U 351 | VII C  | 20 juni 1941        | × 5 mei 1945         | In de haven van Hørup zelf tot zinken gebracht, in 1948 gelicht en gesloopt |
| U 352 | VII C  | 28 augustus 1941    | † 9 mei 1942         | Zuidwestelijk van Kaap Hatteras door dieptebommen van USCGC Icarus tot zinken gebracht (15 doden)                                                                                         |
| U 353 | VII C  | 31 maart 1942       | † 16 oktober 1942    | Op de Noord-Atlantische Oceaan door dieptebommen van HMS Fame tot zinken gebracht (6 doden).                                                                                              |
| U 354 | VII C  | 22 april 1942       | † 24 augustus 1944   | In de Barentszzee noordoostelijk van de Noordkaap door dieptebommen van HMS Mermaid, HMS Peacock, HMS Loch Dunvegan en HMS Keppel tot zinken gebracht, total loss                         |
| U 355 | VII C  | 29 oktober 1941     | ? 1 april 1944       | Sinds 4 april 1944 in de Noordelijke IJszee vermist |
| U 356 | VII C  | 20 december 1941    | † 27 december 1942   | Noordelijk van de Azoren door dieptebommen van HMCS St.Laurent, HMCS Chilliwack, HMCS Battleford en HMCS Napanee tot zinken gebracht, total loss                                          |
| U 357 | VII C  | 18 juni 1942        | † 16 december 1942   | Noordwestelijk van Ierland door dieptebommen van HMS Hesperus en HMS Vanessa tot zinken gebracht, total loss                                                                              |
| U 358 | VII C  | 15 augustus 1942    | † 1 maart 1944       | Noordelijk van de Azoren door dieptebommen van HMS Gould, HMS Affleck, HMS Gore en HMS Garlies tot zinken gebracht (50 doden)                                                             |
| U 359 | VII C  | 5 oktober 1942      | † 26 juli 1943       | In de Caribische Zee, zuidelijk van Santo Domingo door dieptebommen van Amerikaans vliegtuig tot zinken gebracht, total loss                                                              |
| U 360 | VII C  | 12 november 1942    | † 2 april 1944       | Zuidelijk van Bereneiland en noordwestelijk van Hammerfest door dieptebommen van HMS Keppel tot zinken gebracht, total loss                                                               |
| U 361 | VII C  | 18 december 1942    | † 17 juli 1944       | Westelijk van Narvik door dieptebommen van vliegtuig tot zinken gebracht, total loss |
| U 362 | VII C  | 4 februari 1943     | † 5 september 1944   | In de Karazee in de buurt van Krakovka door dieptebommen van de Sovjet mijnenveger T 116 tot zinken gebracht, total loss                                                                  |
| U 363 | VII C  | 18 maart 1943       | § 8 mei 1945         | In Narvik buit gemaakt en op 31 december 1945 in Operatie Deadlight tot zinken gebracht                                                                                                   |
| U 364 | VII C  | 3 mei 1943          | † 31 januari 1944    | Op de Golf van Biskaje door dieptebommen van vliegtuig tot zinken gebracht, total loss |
| U 365 | VII C  | 8 juni 1943         | † 13 december 1944   | Op de Noordelijke IJszee oostelijk van Jan Mayen door dieptebommen van vliegtuigen van de HMS Campania tot zinken gebracht, total loss                                                    |
| U 366 | VII C  | 16 juli 1943        | † 5 maart 1944       | Op de Noordelijke IJszee noordwestelijk Hammerfest door dieptebommen van vliegtuigen van de HMS Chaser tot zinken gebracht, total loss                                                    |
| U 367 | VII C  | 27 augustus 1943    | † 13 maart 1945      | In de Oostzee in de buurt van Hel op zeemijn gelopen, gelegd door Sovjet duikboot L 21, total loss                                                                                        |
| U 368 | VII C  | 7 januari 1944      | § 8 mei 1945         | In Wilhelmshaven buitgemaakt en op 17 december 1945 in Operatie Deadlight tot zinken gebracht                                                                                             |
| U 369 | VII C  | 15 oktober 1943     | § 8 mei 1945         | In Kristiansand buitgemaakt en op 30 november 1945 in Operatie Deadlight tot zinken gebracht                                                                                              |
| U 370 | VII C  | 19 november 1943    | × 5 mei 1945         | In de Geltinger Bucht zelf tot zinken gebracht. Wrak in 1948 gesloopt |
| U 371 | VII C  | 15 maart 1941       | † 4 mei 1944         | Op de Middellandse Zee noordelijk van Konstantin door dieptebommen van USS Pride, USS Josepf E. Cambell, HMS Blankney en Franse torpedobootjager Sénégalais tot zinken gebracht (3 doden) |
| U 372 | VII C  | 19 april 1941       | † 4 augustus 1942    | In de Middellandse Zee zuidwestelijk van Haifa door dieptebommen van HMS Sikh, HMS Zulu, HMS Croome, HMS Tetcott en vliegtuig tot zinken gebracht (geen doden)                            |
| U 373 | VII C  | 22 mei 1941         | † 8 juni 1944        | Op de Golf van Biskaje westelijk van Brest door dieptebommen van vliegtuig tot zinken gebracht (4 doden)                                                                                  |
| U 374 | VII C  | 21 juni 1941        | † 12 januari 1942    | In de Middellandse Zee oostelijk van Kaap Spartivento door torpedo van Britse duikboot HMS Unbeaten tot zinken gebracht (42 doden)                                                        |
| U 375 | VII C  | 19 juli 1941        | † 30 juli 1943       | Noordwestelijk van Malta door dieptebommen van Amerikaans duikbootjager USS PC-624 tot zinken gebracht, total loss                                                                        |
| U 376 | VII C  | 21 augustus 1941    | ? 13 april 1943      | Sinds 13 april 1943 in de Golf van Biskaje vermist |
| U 377 | VII C  | 2 oktober 1941      | † 15 januari 1944    | Zuidwestelijk IJsland door dieptebommen van HMS Wanderer en HMS Glenarm tot zinken gebracht, total loss                                                                                   |
| U 378 | VII C  | 30 oktober 1941     | † 20 oktober 1943    | Op de Noord-Atlantische Oceaan door dieptebommen van vliegtuigen van de USS Core tot zinken gebracht, total loss                                                                          |
| U 379 | VII C  | 29 november 1941    | † 8 augustus 1942    | Bij Groenland, zuidwestelijk van Kaap Farvel, van HMS Dianthus geramd en tot zinken gebracht (40 doden)                                                                                   |
| U 380 | VII C  | 22 december 1941    | † 11 maart 1944      | In Toulon door Amerikaanse bommenwerper tot zinken gebracht (1 dode) |
| U 381 | VII C  | 25 februari 1942    | ? 19 mei 1943        | Sinds 21 mei 1943 zuidelijk van Groenland vermist |
| U 382 | VII C  | 25 april 1942       | † 23 januari 1945    | In Wilhelmshaven door Britse bommenwerper tot zinken gebracht, op 20 maart 1945 gelicht en op 8 mei 1945 zelf tot zinken gebracht                                                         |
| U 383 | VII C  | 6 juni 1942         | † 1 augustus 1943    | Westelijk van Brest door dieptebommen van vliegtuig tot zinken gebracht, total loss' |
| U 384 | VII C  | 18 juli 1942        | † 19 maart 1943      | Zuidwestelijk IJsland door dieptebommen van vliegtuig tot zinken gebracht, total loss |
| U 385 | VII C  | 29 augustus 1942    | † 11 augustus 1944   | Op de Golf van Biskaje van dieptebommen van HMS Starling en Australisch vliegtuig tot zinken gebracht (1 dode)                                                                            |
| U 386 | VII C  | 10 oktober 1942     | † 19 februari 1944   | Op de Noord-Atlantische Oceaan door dieptebommen van HMS Spey tot zinken gebracht (33 doden)                                                                                              |
| U 387 | VII C  | 24 november 1942    | † 9 december 1944    | In de Barentszzee in de buurt van Moermansk door dieptebommen van HMS Bamborough Castle tot zinken gebracht, total loss                                                                   |
| U 388 | VII C  | 31 december 1942    | † 20 juni 1943       | Bij Groenland zuidwestelijk van Kaap Farvel door dieptebommen van vliegtuig tot zinken gebracht, total loss                                                                               |
| U 389 | VII C  | 6 februari 1943     | † 4 oktober 1943     | Zuidwestelijk van IJsland door dieptebommen van vliegtuig tot zinken gebracht, total loss                                                                                                 |
| U 390 | VII C  | 13 maart 1943       | † 5 juli 1944        | In de Seinebaai in Het Kanaal door dieptebommen van HMS Wanderer en HMS Tavy tot zinken gebracht (48 doden)                                                                               |
| U 391 | VII C  | 24 april 1943       | † 13 december 1943   | Op de Golf van Biskaje, noordwestelijk van Kaap Ortegal, door dieptebommen van vliegtuig tot zinken gebracht, total loss                                                                  |
| U 392 | VII C  | 29 mei 1943         | † 16 maart 1944      | In de Straat van Gibraltar door dieptebommen van HMS Affleck en HMS Vanoc tot zinken gebracht, total loss                                                                                 |
| U 393 | VII C  | 3 juni 1943         | † 4 mei 1945         | In de Oostzee in de Geltinger Bucht door boordgeschut van vliegtuig tot zinken gebracht (2 doden)                                                                                         |
| U 394 | VII C  | 7 augustus 1943     | † 2 september 1944   | Zuidoostelijk van Jan Mayen door raket van vliegtuig van de HMS Vindex alsook dieptebommen van HMS Keppel, HMS Whitehall, HMS Mermaid en HMS Peacock tot zinken gebracht, total loss      |
| U 395 | VII C  |                     |                      | Op 10 april 1941 besteld, kiel gelegd op 10 juni 1943. Tewaterlating op 16 juli 1943 en tijdens de voltooiing door een bombardement op 29 juli 1943 beschadigd, niet meer voltooid.       |
| U 396 | VII C  | 16 oktober 1943     | ? 23 april 1945      | Zuidwestelijk van de Shetlandeilanden door vliegtuig met dieptebommen aangevallen. Geen teken van een treffer, maar wordt sindsdien vermist. Vermoedelijk duikongeval met total loss.     |
| U 397 | VII C  | 20 november 1943    | × 5 mei 1945         | In de Geltinger Bucht zelf tot zinken gebracht |
| U 398 | VII C  | 18 december 1943    | ? 17 mei 1945        | Sinds 17 april 1945 op de Noordzee vermist, deelt mogelijk hetzelfde lot als de U 1017 (vliegtuig), aangezien ze bij elkaar opereerden.                                                   |
| U 399 | VII C  | 22 januari 1944     | † 26 maart 1945      | In het Engelse Kanaal in de buurt van Land's End, door dieptebommen van HMS Duckworth tot zinken gebracht (46 doden)                                                                      |
| U 400 | VII C  | 18 maart 1944       | † 17 december 1944   | Op de Noord-Atlantische Oceaan, zuidelijk van Cork, door dieptebommen van HMS Nyassaland tot zinken gebracht, total loss                                                                  |

## U 401–U 450
| Boot  | Klasse       | In de vaart genomen | Uit de vaart genomen | Opmerking |
| ----- | ------------ | ------------------- | -------------------- | --- |
| U 401 | VII C        | 10 april 1941       | † 3 augustus 1941    | Zuidwestelijk van Ierland door dieptebommen van HMS Wanderer, HNoMS St. Albans en HMS Hydrangea tot zinken gebracht, total loss                                                                                 |
| U 402 | VII C        | 21 mei 1941         | † 13 oktober 1943    | Midden in de Atlantische Oceaan door akoestische torpedo van een vliegtuig van de USS Card tot zinken gebracht, total loss                                                                                      |
| U 403 | VII C        | 25 juni 1941        | † 18 augustus 1943   | In de buurt van Dakar door Frans vliegtuig met dieptebommen tot zinken gebracht, total loss |
| U 404 | VII C        | 6 augustus 1941     | † 28 juli 1943       | In de Golf van Biskaje noordwestelijk van Kaap Ortegal door dieptebommen van vliegtuigen tot zinken gebracht, total loss                                                                                        |
| U 405 | VII C        | 17 september 1941   | † 1 november 1943    | In de Noord-Atlantische Oceaan door USS Borie geramd en met dieptebommen en artillerie tot zinken gebracht, total loss                                                                                          |
| U 406 | VII C        | 22 oktober 1941     | † 18 februari 1944   | In de Noord-Atlantische Oceaan door dieptebommen door HMS Spey tot zinken gebracht (12 doden) |
| U 407 | VII C        | 18 december 1941    | † 19 september 1944  | Op de Middellandse Zee zuidelijk van Milos door dieptebommen van HMS Troubridge, HMS Trepsichore en ORP Garland tot zinken gebracht (5 doden)                                                                   |
| U 408 | VII C        | 19 november 1941    | † 5 november 1942    | In de Straat Denemarken noordelijk van IJsland door dieptebommen van vliegtuig tot zinken gebracht, total loss                                                                                                  |
| U 409 | VII C        | 21 januari 1942     | † 16 juli 1943       | Zuidelijk van de Balearen tot zinken gebracht |
| U 410 | VII C        | 23 februari 1942    | † 6 februari 1944    | Bij bombardement in de haven van Toulon tot zinken gebracht. Op 22 maart 1944 buiten dienst genomen |
| U 411 | VII C        | 18 maart 1942       | † 13 november 1942   | Westelijk van de Straat van Gibraltar in het Atlantische Oceaan door dieptebommen van vliegtuig tot zinken gebracht, total loss                                                                                 |
| U 412 | VII C        | 29 april 1942       | † 22 oktober 1942    | Noordoostelijk van de Faeröer door dieptebommen van vliegtuig tot zinken gebracht, total loss |
| U 413 | VII C        | 3 juni 1942         | † 20 augustus 1944   | In het Engelse Kanaal door dieptebommen van HMS Wensleydale, HMS Forester en HMS Vidette tot zinken gebracht (45 doden)                                                                                         |
| U 414 | VII C        | 1 juli 1942         | † 25 mei 1943        | Op de Middellandse Zee noordwestelijk van Ténès door dieptebommen van HMS Vetch tot zinken gebracht, total loss                                                                                                 |
| U 415 | VII C        | 5 augustus 1942     | † 14 juli 1944       | Bij uitvaren van Brest op akoestische zeemijn gelopen (2 doden) |
| U 416 | VII C        | 4 november 1942     | × 12 december 1944   | Na aanvaring met Duitse mijnenveger M 203 in de Oostzee, noordwestelijk van Pillau, gezonken (36 doden) |
| U 417 | VII C        | 26 september 1942   | † 11 juni 1943       | Zuidoostelijk van IJsland door dieptebommen van vliegtuig tot zinken gebracht, total loss |
| U 418 | VII C        | 21 oktober 1942     | † 1 juni 1943        | In de Golf van Biskaje door raketten van vliegtuig tot zinken gebracht, total loss |
| U 419 | VII C        | 18 november 1942    | † 8 oktober 1943     | Op de Noord-Atlantische Oceaan door dieptebommen van vliegtuig tot zinken gebracht (48 doden) |
| U 420 | VII C        | 16 december 1942    | ? 26 oktober 1943    | Sinds 20 oktober 1943 in de Noord-Atlantische Oceaan vermist |
| U 421 | VII C        | 13 januari 1943     | † 29 april 1944      | Bij bombardement in de haven van Toulon tot zinken gebracht |
| U 422 | VII C        | 10 februari 1943    | † 4 oktober 1943     | Noordelijk van de Azoren door vliegtuigen van de USS Card tot zinken gebracht, total loss |
| U 423 | VII C        | 3 maart 1943        | † 17 juni 1944       | Noordoostelijk van de Faeröer door dieptebommen van een Noors vliegtuig tot zinken gebracht, total loss |
| U 424 | VII C        | 16 april 1943       | † 11 februari 1944   | Zuidwestelijk van IJsland door dieptebommen van HMS Wild Goose en HMS Woodpecker tot zinken gebracht, total loss                                                                                                |
| U 425 | VII C        | 21 april 1943       | † 17 februari 1945   | In de Barentszzee in de buurt van Moermansk door dieptebommen van HMS Lark en HMS Alnwick Castle tot zinken gebracht (52 doden)                                                                                 |
| U 426 | VII C        | 12 mei 1943         | † 8 januari 1944     | Westelijk van Nates door dieptebommen van een Australisch vliegtuig tot zinken gebracht, total loss |
| U 427 | VII C        | 2 juni 1943         | A 8 mei 1945         | In Narvik buit gemaakt en op 21 december 1945 in Operatie Deadlight tot zinken gebracht |
| U 428 | VII C        | 26 juni 1943        | × 3 mei 1945         | Overtocht naar Italië, omgedoopt in S 1, teruggenoemd na de Italiaanse overgave. Zelf tot zinken gebracht in het Noord-Oostzeekanaal in de buurt van Audorf                                                     |
| U 429 | VII C        | 14 juli 1943        | † 30 maart 1945      | Bij luchtaanval op Wilhelmshaven gezonken |
| U 430 | VII C        | 4 augustus 1943     | † 30 maart 1945      | Bij luchtaanval op Bremen gezonken |
| U 431 | VII C        | 5 april 1941        | † 31 oktober 1943    | Op de Middellandse Zee bij Algerije door dieptebommen van een vliegtuig tot zinken gebracht, total loss |
| U 432 | VII C        | 26 april 1941       | † 11 maart 1943      | Op de Noord-Atlantische Oceaan door dieptebommen en beschietingen door het Franse korvet FFL Aconit tot zinken gebracht (26 doden)                                                                              |
| U 433 | VII C        | 24 mei 1941         | † 16 november 1941   | Zuidelijk van Málaga door dieptebommen en beschietingen door HMS Marigold tot zinken gebracht (6 doden) |
| U 434 | VII C        | 21 juni 1941        | † 18 december 1941   | Noordelijk van Madeira door dieptebommen van HMS Blankney en HMS Stanley tot zinken gebracht (2 doden) |
| U 435 | VII C        | 30 augustus 1941    | † 9 juli 1943        | Westelijk van Figueira door dieptebommen van een vliegtuig tot zinken gebracht, total loss |
| U 436 | VII C        | 27 september 1941   | † 26 mei 1943        | Op de Noord-Atlantische Oceaan westelijk van Kaap Ortegal door dieptebommen van HMS Test en HMS Hyderabad tot zinken gebracht, total loss                                                                       |
| U 437 | VII C        | 25 oktober 1941     | † 4 oktober 1944     | In Bergen door bombardement in de haven tot zinken gebracht, op 5 oktober 1944 gelicht, in 1946 gesloopt |
| U 438 | VII C        | 22 november 1941    | † 6 mei 1943         | Noordoostelijk van Newfoundland door dieptebommen van HMS Pelikan tot zinken gebracht, total loss |
| U 439 | VII C        | 20 december 1941    | × 4 mei 1943         | Westelijk van Kaap Ortegal aanvaring met U 659 en gezonken (40 doden) |
| U 440 | VII C        | 24 januari 1942     | † 31 mei 1943        | Op de Noord-Atlantische Oceaan westelijk van Kaap Ortegal door dieptebommen door vliegtuig tot zinken gebracht, total loss                                                                                      |
| U 441 | VII C U-FLAK | 21 februari 1942    | † 6 augustus 1944    | Op de Engelse Kanaal door dieptebommen van vliegtuig tot zinken gebracht, total loss |
| U 442 | VII C        | 21 maart 1942       | † 12 februari 1943   | Westelijk van St. Vincent door dieptebommen van vliegtuig tot zinken gebracht, total loss |
| U 443 | VII C        | 18 april 1942       | † 23 februari 1943   | Op de Middellandse Zee, in de buurt van Algiers, door dieptebommen van HMS Bicester, HMS Lamerton en HMS Wheatland tot zinken gebracht, total loss                                                              |
| U 444 | VII C        | 9 mei 1942          | † 11 maart 1943      | Op de Noord-Atlantische Oceaan door dieptebommen en Rammen, van HMS Harvester en het Franse korvet Aconit tot zinken gebracht (41 doden)                                                                        |
| U 445 | VII C        | 30 mei 1942         | † 24 augustus 1944   | In de Golf van Biskaje door dieptebommen van HMS Louis tot zinken gebracht, total loss |
| U 446 | VII C        | 20 juni 1942        | × 3 mei 1945         | Op 21 september 1942 in de buurt van Kahlberg, Bocht van Gdansk op zeemijn gelopen (23 doden) en op 8 november 1942 gelicht. Op 3 mei 1945 in de buurt van Kiel zelf tot zinken gebracht, wrak in 1947 gesloopt |
| U 447 | VII C        | 11 juli 1942        | † 7 mei 1943         | Westelijk van Gibraltar, door dieptebommen van 2 Britse vliegtuigen tot zinken gebracht, total loss |
| U 448 | VII C        | 1 augustus 1942     | † 14 april 1944      | Noordoostelijk van de Azoren, door dieptebommen van HMCS Swansea en HMS Pelican tot zinken gebracht (9 doden)                                                                                                   |
| U 449 | VII C        | 22 augustus 1942    | † 24 juni 1943       | Noordwestelijk van Kaap Ortegal, door dieptebommen van HMS Wren, HMS Woodpecker, HMS Kite en HMS Wild Goose tot zinken gebracht, total loss                                                                     |
| U 450 | VII C        | 12 september 1942   | † 10 maart 1944      | In de Middellandse Zee zuidelijk van Ostia, door dieptebommen van HMS Blankney, HMS Blencathra, HMS Brecon, HMS Exmoor en USS Madison tot zinken gebracht, total loss                                           |

## U 451–U 500
| Boot          | Klasse | In de vaart genomen | Uit de vaart genomen | Opmerking |
| ------------- | ------ | ------------------- | -------------------- | --- |
| U 451         | VII C  | 3 mei 1941          | † 21 december 1941   | In de buurt van Tanger, door dieptebommen van een Britse vliegtuig tot zinken gebracht (44 doden) |
| U 452         | VII C  | 29 maart 1941       | † 25 augustus 1941   | Zuidoostelijk van IJsland, door dieptebommen van HMS Vascama tot zinken gebracht, total loss |
| U 453         | VII C  | 26 juni 1941        | † 21 mei 1944        | In de Middellandse Zee zuidelijk van Kaap Spartivento, door dieptebommen van HMS Termagant, HMS Tenacious en HMS Liddesdale tot zinken gebracht (1 dode)                                                   |
| U 454         | VII C  | 24 juli 1941        | † 1 augustus 1943    | In de Golf van Biskaje, door dieptebommen van een Australisch vliegtuig tot zinken gebracht (32 doden) |
| U 455         | VII C  | 21 augustus 1941    | † 6 april 1944       | Bij La Spezia waarschijnlijk door een zeemijn tot zinken gebracht, commandant en bemanning gedood, de U-Boot werd in 2005 in ca. 90-123 meter waterdiepte ontdekt                                          |
| U 456         | VII C  | 18 september 1941   | † 12 mei 1943        | In de Noord-Atlantische Oceaan, tijdens aanval van de HMS Opportune en na torpedotreffer van vliegtuig, bij duiken gezonken, total loss                                                                    |
| U 457         | VII C  | 5 november 1941     | † 16 september 1942  | In de Barentszzee noordoostelijk van Moermansk, door dieptebommen van HMS Impulsive tot zinken gebracht, total loss                                                                                        |
| U 458         | VII C  | 12 december 1941    | † 22 augustus 1943   | In de Middellandse Zee zuidoostelijk van Pantelleria, door dieptebommen van HMS Easton en Griekse torpedobootjager Pindos tot zinken gebracht (8 doden)                                                    |
| U 459         | XIV    | 15 november 1941    | † 24 juli 1943       | In de buurt van Kaap Ortegal, door dieptebommen van twee Britse Vickers Wellingtons tot zinken gebracht, één vliegtuig werd door U 459 afgeschoten (19 doden)                                              |
| U 460         | XIV    | 24 december 1941    | † 4 oktober 1943     | Noordelijk van de Azoren, door dieptebommen de vliegtuigen de USS Card tot zinken gebracht (62 doden) |
| U 461         | XIV    | 30 januari 1942     | † 30 juli 1943       | Noordwestelijk van Kaap Ortegal, door Australische vliegboot Short Sunderland tot zinken gebracht (53 doden)                                                                                               |
| U 462         | XIV    | 5 maart 1942        | † 30 juli 1943       | In de Golf van Biskaje, door dieptebommen van HMS Wren, HMS Kite, HMS Woodpecker, HMS Wild Goose en HMS Woodcock tot zinken gebracht (1 dode)                                                              |
| U 463         | XIV    | 2 april 1942        | † 16 mei 1943        | In de Golf van Biskaje, door dieptebommen van een Britse Handley Page Halifax tot zinken gebracht, total loss                                                                                              |
| U 464         | XIV    | 30 april 1942       | † 20 augustus 1942   | Zuidoostelijk van IJsland, door dieptebommen van een Amerikaanse vliegboot PBY Catalina tot zinken gebracht (2 doden)                                                                                      |
| U 465         | VII C  | 20 mei 1942         | † 2 mei 1943         | In de Golf van Biskaje, door dieptebommen van een Australisch vliegtuig tot zinken gebracht, total loss |
| U 466         | VII C  | 17 juni 1942        | × 19 augustus 1944   | Op 5 juli 1944 in Toulon door bombardement van Amerikaanse vliegtuigen zwaar beschadigd. Tijdens de invasie op 19 augustus zelf tot zinken gebracht                                                        |
| U 467         | VII C  | 15 juli 1942        | † 25 mei 1943        | Zuidoostelijk van IJsland, door torpedo van een Amerikaans vliegtuig tot zinken gebracht, total loss |
| U 468         | VII C  | 12 augustus 1942    | †11 augustus 1943    | Zuidoostelijk van de archipel Kaapverdië, door dieptebommen van een Brits vliegtuig tot zinken gebracht (44 doden)                                                                                         |
| U 469         | VII C  | 7 oktober 1942      | † 25 maart 1943      | Zuidelijk van IJsland, door dieptebommen van een Brits vliegtuig tot zinken gebracht, total loss |
| U 470         | VII C  | 7 januari 1943      | † 16 oktober 1943    | Zuidwestelijk van IJsland, door dieptebommen van een Brits vliegtuig tot zinken gebracht (46 doden) |
| U 471         | VII C  | 5 mei 1943          | A 9 juli 1963        | Op 6 augustus 1944 in het droogdok van Toulon door Amerikaanse vliegtuigen gebombardeerd. 1945 begin van reparatie en door de Franse marine 1946 als Millé weer in dienst genomen                          |
| U 472         | VII C  | 26 mei 1943         | † 4 maart 1944       | Zuidoostelijk van Bereneiland, door beschieting van de HMS Onslaught en vliegtuig van de HMS Chaser tot zinken gebracht (23 doden)                                                                         |
| U 473         | VII C  | 16 juni 1943        | † 6 mei 1944         | Zuidwestelijk van IJsland, door dieptebommen van HMS Starling, HMS Wren en HMS Wild Goose tot zinken gebracht (23 doden)                                                                                   |
| U 474         | VII C  |                     |                      | Op 20 januari 1940 in besteld, kiel geleghd op 28 december 1941. Tijdens een luchtaanval op 14 mei 1943 in het dok gezonken, 1945 gelicht en voor 95 % gerepareerd. Op 3 mei 1945 zelf tot zinken gebracht |
| U 475         | VII C  | 7 juli 1943         | × 3 mei 1945         | In Kiel zelf tot zinken gebracht, in 1947 wrak gesloopt |
| U 476         | VII C  | 28 juli 1943        | × 25 mei 1944        | Noordwestelijk van Trondheim door vliegtuig zwaar beschadigd (34 doden, 21 overlevenden). Boot opgegeven en door torpedo van U 990 tot zinken gebracht                                                     |
| U 477         | VII C  | 18 augustus 1943    | † 3 juni 1944        | Westelijk van Trondheim, door dieptebommen van een Brits vliegtuig tot zinken gebracht, total loss |
| U 478         | VII C  | 8 september 1943    | † 30 juni 1944       | Zuidwestelijk van de Faeröer, door dieptebommen van een Canadees vliegtuig tot zinken gebracht, total loss                                                                                                 |
| U 479         | VII C  | 27 oktober 1943     | ? 15 november 1944   | In de Finse Golf vermist |
| U 480         | VII C  | 6 oktober 1943      | † 24 februari 1945   | In Het Kanaal zuidoostelijk van de Scilly-eilanden, door dieptebommen van HMS Duckworth en HMS Rowley tot zinken gebracht, total loss                                                                      |
| U 481         | VII C  | 10 november 1943    | A 19 mei 1945        | In Narvik buitgemaakt en op 30 november 1945 in Operatie Deadlight tot zinken gebracht |
| U 482         | VII C  | 1 december 1943     | † 25 november 1944   | Westelijk van de Shetlandeilanden, door dieptebommen van HMS Ascendion tot zinken gebracht, total loss |
| U 483         | VII C  | 22 december 1943    | A 8 mei 1945         | In Trondheim buitgemaakt en op 16 december 1945 in Operatie Deadlight tot zinken gebracht |
| U 484         | VII C  | 19 januari 1944     | † 9 september 1944   | Noordwestelijk van Ierland, door dieptebommen van HMS Porchester Castle en HMS Helmsdale tot zinken gebracht, total loss                                                                                   |
| U 485         | VII C  | 23 februari 1944    | A 8 mei 1945         | Bemanning gaf zich over in Gibraltar, op 8 december 1945 in Operatie Deadlight tot zinken gebracht |
| U 486         | VII C  | 22 maart 1944       | † 12 april 1945      | Noordwestelijk van Bergen door een torpedo van de Britse onderzeeër HMS Tapir tot zinken gebracht, total loss. Alle 48 man verloren.                                                                       |
| U 487         | XIV    | 21 december 1942    | † 13 juli 1943       | In de Midden-Atlantische Oceaan door vliegtuig van de USS Core tot zinken gebracht (31 doden) |
| U 488         | XIV    | 1 februari 1943     | † 26 april 1944      | Westelijk van Kaap Verde door torpedobootjager USS Frost, USS Huse, USS Barber en USS Snowden met dieptebommen tot zinken gebracht, total loss                                                             |
| U 489         | XIV    | 8 maart 1943        | † 4 augustus 1943    | Zuidoostelijk van IJsland door een Canadese vliegboot Short Sunderland tot zinken gebracht (1 dode) |
| U 490         | XIV    | 27 maart 1943       | † 12 juni 1944       | Noordwestelijk van de Azoren door dieptebommen van USS Croatan, USS Frost, USS Huse, en USS Inch tot zinken gebracht (geen doden)                                                                          |
| U 491         | XIV    |                     |                      | Op 22 september 1942 besteld, kiel gelegd op 31 juli 1943. Bouw op 23 september 1944 gestopt. De U-boot was voor zo’n 75% klaar en werd later gesloopt                                                     |
| U 492         | XIV    |                     |                      | Op 22 september 1942 besteld, kiel gelegd op 21 augustus 1943. Bouw op 23 september 1944 gestopt. De U-boot was voor zo’n 75% klaar en werd later gesloopt                                                 |
| U 493         | XIV    |                     |                      | Op 22 september 1942 besteld, kiel gelegd op 25 september 1943. Bouw op 23 september 1944 gestopt. De U-boot was voor zo’n 75% klaar en werd later gesloopt                                                |
| U 494         | XIV    |                     |                      | Op 22 september 1942 besteld, kiel gelegd op 1 november 1943. Bouw op 23 september 1944 gestopt |
| U 495         | XIV    |                     |                      | Op 22 september 1942 besteld, kiel gelegd op 12 november 1943. Bouw op 23 september 1944 gestopt |
| U 496         | XIV    |                     |                      | Op 22 september 1942 besteld, kiel gelegd op 8 februari 1944. Bouw op 23 september 1944 gestopt |
| U 497         | XIV    |                     |                      | Op 22 september 1942 besteld, kiel gelegd op 14 december 1943. Bouw op 23 september 1944 gestopt |
| U 498 – U 500 | XIV    |                     |                      | Opdracht ingetrokken |

## Voetnoten
1. ↑  https://www.uboat.net/boats/listing.html
2. ↑  http://morgenpost.berlin1.de/content/2005/10/24/aus_aller_welt/787654.html

U 1–U 250 · U 251–U 500 · U 501–U 750 · U 751–U 1000 · U 1001–U 1251 · U 1251–U 1500 · U 1501–U 4870